# Lance Wallnau
Lance Wallnau (* 1956 oder 1957) ist ein US-amerikanischer Prediger, Televangelist, christlicher Autor und politischer Aktivist. Er ist ein Vertreter des Dominionismus und wird dabei insbesondere der Neuen Apostolischen Reformation zugerechnet und gilt innerhalb dieser Bewegung als führender Prophet und Strategist. Der bekennende christliche Nationalist gilt als eine der einflussreichsten Personen der christlichen Rechten.

## Leben
Lance Wallnau wurde als Sohn eines Managers in der Ölindustrie geboren und wuchs in Philadelphia auf. Während er eine Militärakademie besuchte fand er zum charismatischen Christentum. Ein Studium am Lebanon Valley College brach er ab. Er arbeitete dann in der Werbeabteilung desselben Unternehmens, in dem sein Vater gearbeitet hatte. In den 1990ern gründete er in Rhode Island eine Kirche, die allerdings mäßig erfolgreich war. Wallnau wandte sich daraufhin um 2000 wieder der Werbeindustrie zu und begann als Motivationsredner zu arbeiten. Er gründete mehrere Werbe- und Medienunternehmen wie Lance Learning Group, 7M City Corporation, Ninja Sheep Marketing und den Verlagen Killer Sheep Media. 2007 zog er mit seiner Frau von Rhode Island nach Keller (Texas).
Lance Wallnau lehrte an der Wagner University .
Er war Moderator der Lance Wallnau Show und tritt regelmäßig in der Sendung FlashPoint auf Kenneth Copelands Fernsehsender Victory Channel auf. Im Januar 2025 beendete Wallnau wegen eines Missbrauchsskandal bei dem Sender Daystar Television Network seine Lance Wallnau Show bei Daystar.

## Spiritueller Aktivismus
In dem 2013 erschienenen Buch Invading Babylon legte Wallnau im zweiten Kapitel die Idee des sogenannten 7 Mountain Mandate dar. Loren Cunningham, die Gründerin von Youth With a Mission, habe ihm von dem Konzept von sieben Einflusssphären erzählt, dass sie in den 1970ern als Idee gehabt habe. Danach gebe es sieben Bereiche oder Berge, von denen aus die Gesellschaft regiert würde. Diese Berge seien Regierung, Familie, Religion, Kunst und Unterhaltung, Medien, Bildung und Wirtschaft. Es bestehe für Christen die Pflicht diese Berge durch spirituelle Kriegsführung einzunehmen, nicht durch die Überzeugung von Mehrheiten, aber durch die Besetzung von Schalt- und Führungspositionen mit Jüngern. So könne das Königreich Gottes errichtet werden. Dies stellte einen Strategiewechsel im evangelikalen Aktivismus dar, da bis dahin Evangelikale im Gegenzug zur Unterstützung bei Wahlen auf politische Zugeständnisse und Kompromisse hofften. Von christlichen Seite wird dieses „7 Mountains Mandate“ kritisiert, da es im Widerspruch zur Aussage von Jesus Christus vor Pontius Pilatus stehe, dass sein Königreich nicht von dieser Welt sei.
Während Trumps Präsidentschaftskandidatur 2015/2016 setzten sich Wallnau mit seinem Facebookkonto mit zu der Zeit 200.000 Followern für Donald Trump ein und erklärte ihn zum prophezeiten Präsidenten. Im September kurz vor der Präsidentenwahl 2016 veröffentlichte er sein Buch God’s Chaos Candidate: Donald J. Trump. Das Buch kletterte bis auf Platz 19 der Bestseller-Liste bei Amazon. In God’s Chaos Candidate argumentiert er, dass konservative Christen die Wahl entscheiden könnten, wenn sie sich für Trump als Kandidaten entscheiden würden, der berufen sei den moralischen Verfall aufzuhalten, nicht den konservativsten Kandidaten. In einem Artikel auf der Website Charisma News behauptete er, er habe von Gott gehört, dass Trump eine Abrissbirne gegen politische Korrektheit sei. Als die Washington Post kurz vor der Wahl das sogenannten Access Hollywood Tape mit obszönen Äußerungen Trumps über Frauen veröffentlichte, verteidigte Lance Wallnau Trump, indem er in einem Video mit dem Titel „Prophetic Word on Donald Trump“ davon sprach, dass der Teufel die Aufzeichnung bekannt werden ließ. Das Video wurde bis zur Wahl etwa 3,7 Millionen Mal angeschaut. Wallnau porträtierte Donald Trump als moderne Version des heidnischen Königs Kyros des Großen in der Bibel. Er war der Erste, der diesen Vergleich zog, bevor viele evangelikale Christen diesen Vergleich mit Kyros aufnahmen, um ihre Unterstützung für Trump zu rechtfertigen.
Nachdem Trump die Präsidentschaftswahl 2020 verloren hatte, war Wallnau nicht unwesentlich an der Mobilisierung von Rechten Christen für den Sturm auf das Kapitol am 6. Januar 2021 beteiligt. Er sollte bei einer Bet- und Protestveranstaltung auftreten, aber der Angriff auf das Kapitol der Vereinigten Staaten hatte zu dem Zeitpunkt bereits begonnen. Er und ein Co-Moderator behaupteten noch am selben Tag in einer christlichen Radioshow, dass es sich bei den Angreifern, um mit Bussen herbeigefahrene Angehörige der Antifa gehandelt habe.
In den Zwischenwahlen 2022 unterstützte er konservative Kandidaten wie Doug Mastriano, Lauren Boebert und Marjorie Taylor Greene. Zum Zeitpunkt der Wahl hatte er über verschiedene Soziale Medien etwa zwei Millionen Follower. Er vertrat die Ansicht, dass das größte Problem sei, dass es Christen gebe, die nicht glauben würden, dass Trump auserwählt sei.
Während des Wahlkampf 2024 unterstützte er die Kandidatur Trumps, um das Land vor einem angeblichen spirituellen und politischen Niedergang zu retten, in dem es sich seiner Auffassung nach befände. So warf er Kamala Harris vor in der Fernsehdebatte mit Trump Hexerei betrieben zu haben. Während des Wahlkampfes war Wallnau Hauptredner der Courage Tour, die auf Registrierung von gläubigen Wählern für Trump und die Anwerbung von Wahlhelfern und -beobachtern in Swing States abzielte. In einem Interview mit CBS News beschrieb Wallnau selbst die Veranstaltungen als Mischung von Erweckungsveranstaltung und spirituellen Aktivismus. Am 28. September 2024 sprach Trumps Running Mate JD Vance, wobei ein direktes Zusammentreffen von Wallnau und Vance vermieden wurde. Bei einer Veranstaltung dieser Tour am 4. September 2024 in Eau Claire (Wisconsin) erklärte Lance Wallnau, dass der Angriff auf das Kapitol am 6. Januar 2021 kein Aufruhr, sondern ein Eingriff gegen Wahlbetrug gewesen sei. Am 16. Oktober 2024 behauptete Wallnau, dass sich im Falle der Niederlage von Harris Dämonen in Form von Protesten manifestieren werden würden. Die Konservativen und Rechte würde im Gegensatz zur „Sechsten-Januar-Aufruhr-Fiktion“ (January 6 insurrection fiction) nie Sponsoren eines Aufruhr sein. Die linke christliche Organisation Faithful America verfasste gegen die Courage Tour eine Petition, die über 13.000 Mal unterzeichnet wurde. In ihr wurden Wallnau und Charlie Kirk als falsche Propheten bezeichnet.

## Veröffentlichungen (Auswahl)
- Lance Wallnau/Bill Johnson (Hrsg.): Invading Babylon: The 7 Mountain Mandate, Destiny Image Publishers, 2013, ISBN 978-0-7684-0335-0
- Lance Wallnau: God’s Chaos Candidate: Donald J. Trump and the American Unraveling, Killer Sheep Media, 2016, ISBN 978-0-9982164-0-9
- Lance Wallnau: God’s Chaos Code: The Shocking Blueprint that Reveals 5 Keys to the Destiny of Nations, Killer Sheep Media, 2020, ISBN 978-0-9982164-2-3
- Lance Wallnau/Mercedes Sparks: The Billy Graham Prophecy, Killer Sheep Media, 2022, ISBN 978-1736791028